# Quentin N. Burdick
Quentin Northrup Burdick (19 juin 1908 - 8 septembre 1992) est un avocat et un homme politique américain. Membre du Parti démocrate, il a représenté le Dakota du Nord à la Chambre des représentants des États-Unis (1959-1960) et au Sénat américain (1960-1992). Au moment de sa mort, il était alors le troisième plus ancien sénateur en fonction (après Strom Thurmond et Robert Byrd).

## Biographie

### Jeunesse
Quentin Burdick est né à Munich, village du nord du Dakota du Nord, non loin de la frontière canadienne. Il est l'aîné des trois enfants d'Usher L. Burdick (en) et d'Emma Cecelia Robertson. Son père est un homme politique républicain qui a été lieutenant-gouverneur du Dakota du Nord (1911-1913) et membre de la Chambre des représentants des États-Unis (1935-1959). Sa mère est la fille du premier colon blanc établi dans cette région du Dakota du Nord, qui se situe à l'ouest de Park River. Il est le frère d'Eugene Allan Burdick, juge du cinquième district judiciaire du Dakota du Nord de 1953 à 1978. Sa sœur Rosemary est mariée à Robert W. Levering (en), représentant américain de l'Ohio (1959-1961). En 1910, Quentin Burdick déménage avec sa famille à Williston, une ville du nord-ouest de l'État, où son père travaille dans l'agriculture et le droit. Il étudie dans des écoles publiques locales et sort diplômé en 1926 de la Williston High School (équivalent du lycée), où il est délégué de classe et capitaine de l'équipe de football. 
Quentin Burdick fait ses études de premier cycle à l'université du Minnesota, obtenant un baccalauréat ès arts en 1931. À l'université, il joue dans l'équipe de football comme bloqueur pour Bronko Nagurski et est président de la fraternité Sigma Nu. Il est blessé au genou en jouant au football, ce qui l'exemptera de service militaire durant la Seconde Guerre mondiale. En 1932, il reçoit son diplôme en droit de la faculté de droit de l'université du Minnesota et est admis pour passer le concours d'avocat.

### Début de carrière
Quentin Burdick rejoint le cabinet d'avocats de son père à Fargo, principale agglomération du Dakota du Nord, où il conseille des agriculteurs menacés de forclusion pendant les années de la Grande Dépression. Il a plus tard rappelé : « Je suppose que j'ai acquis une conscience sociale pendant ces mauvais jours, et depuis que j'ai eu le désir de travailler pour améliorer les conditions de vie du peuple ». En 1933, il se marie avec Marietta Janecky ; le couple a un fils et trois filles. Son épouse meurt en 1958. 
Comme son père, Quentin Burdick s'investit en politique et rejoint la Ligue non partisane (Nonpartisan League ou NPL), un groupe progressiste populiste allié avec le Parti républicain. Candidat pour le NPL, il échoue au poste de procureur général en 1934 et 1940, de sénateur d'État du comté de Cass en 1936 et de lieutenant-gouverneur en 1942. 
Quentin Burdick, qui croyait que la NPL divisait le vote progressiste de l'État, commence à plaider pour l'alignement de la NPL avec le Parti démocrate. Il est ensuite candidat en tant que démocrate au poste de gouverneur du Dakota du Nord en 1946, mais échoue de nouveau. Il est un délégué pour l'ancien vice-président Henry Wallace,  candidat du Parti progressiste à l'élection présidentielle américaine de 1948.
En 1956, la NPL s'aligne avec le Parti démocrate pour créer le Parti de la Ligue démocratique et non partisane du Dakota du Nord. Cette même année, Quentin Burdick subit sa sixième et dernière défaite électorale lorsqu'il se présente contre le candidat républicain sortant Milton Young (en) au Sénat américain.

## Carrière au Congrès

### Chambre des représentants des États-Unis
Au printemps de 1958, Usher L. Burdick (en), qui craignait d'être défait à la primaire républicaine pour sa réélection comme représentant américain du Dakota du Nord, propose de retirer sa candidature si la NPL acceptait de soutenir son fils en tant que candidat démocrate-NPL pour son siège à la Chambre des représentants des États-Unis. Quentin Burdick reçoit par la suite l'approbation de la NPL en avril, et est élu au district congressionnel unique du Dakota du Nord en novembre suivant. Il est le premier démocrate à être élu à la Chambre des Représentants américaine pour le Dakota du Nord. 
Pendant son mandat à la Chambre, Quentin Burdick est membre du Comité de l'Intérieur, où il fait la promotion du projet de la dérivation Garrison, pour fournir de l'eau de la rivière Missouri au Dakota du Nord. Il reçoit le soutien de syndicats et de l'Americans for Democratic Action (en), une organisation promouvant les actions progressistes. Adversaire de la politique agricole de l'administration Eisenhower, Quentin Burdick appelle dans son premier discours à la Chambre, à la démission du secrétaire à l'Agriculture des États-Unis, Ezra Taft Benson.

### Sénat américain
Après la mort du sénateur William Langer (en) en novembre 1959, Quentin Burdick se présente à une élection partielle le 28 juin 1960 pour occuper le poste pour les quatre années et demie restantes du mandat de Langer. Son adversaire républicain est le gouverneur John E. Davis (en). Pendant la campagne, Quentin Burdick reçoit un fort soutien de la part de la National Farmers Union. Il appelle à soutenir des prix d'achat élevés et à des contrôles de production stricts sur les céréales ayant d'importants excédents. Son slogan de campagne, « Beat Benson with Burdick », fait référence au secrétaire à l'Agriculture Ezra Benson, dont les politiques étaient impopulaires auprès des fermiers céréaliers du Dakota du Nord. Quentin Burdick bat de justesse John E. Davis par une marge de 1118 votes. 
Neuf jours après l'élection, il épouse en secondes noces Jocelyn Birch Peterson. Veuve comme lui, elle avait eu deux enfants d'un précédent mariage. Ensemble, le couple a un fils. 
Le 8 août 1960, Quentin Burdick démissionne de son siège de la Chambre des représentants et prête serment comme membre du Sénat américain. Il obtient un nouveau mandat de six ans en 1964, année très favorable aux démocrates, après avoir battu le républicain Thomas S. Kleppe, qui sera ensuite élu membre de la Chambre des représentants pour le Dakota du Nord puis sera nommé secrétaire à l'Intérieur sous la présidence de Gerald Ford. 
Quentin Burdick bat facilement Kleppe lors d'un nouveau duel en 1970, une autre année très favorable aux démocrates sur le plan national. Il est réélu en 1976, en 1982 et en 1988. En 1987, il devient le président du Comité sénatorial de l'environnement et des travaux publics. Il gagne le surnom de « roi du porc » (King of Porc) pour avoir concentré presque tous ses efforts législatifs sur l'apport de fonds fédéraux au Dakota du Nord, État rural, pauvre et moins développé que beaucoup d'autres du pays.

## Décès
En septembre 1992, à l'âge de 84 ans, Quentin Burdick meurt d'une insuffisance cardiaque à l'hôpital St. Luke de Fargo, dans le Dakota du Nord. Après sa mort, sa veuve, Jocelyn Burdick, est nommée par le gouverneur de l'État, George A. Sinner (en), pour occuper son mandat non expiré jusqu'à la tenue d'une élection partielle.